# 24 uur van Le Mans 1997

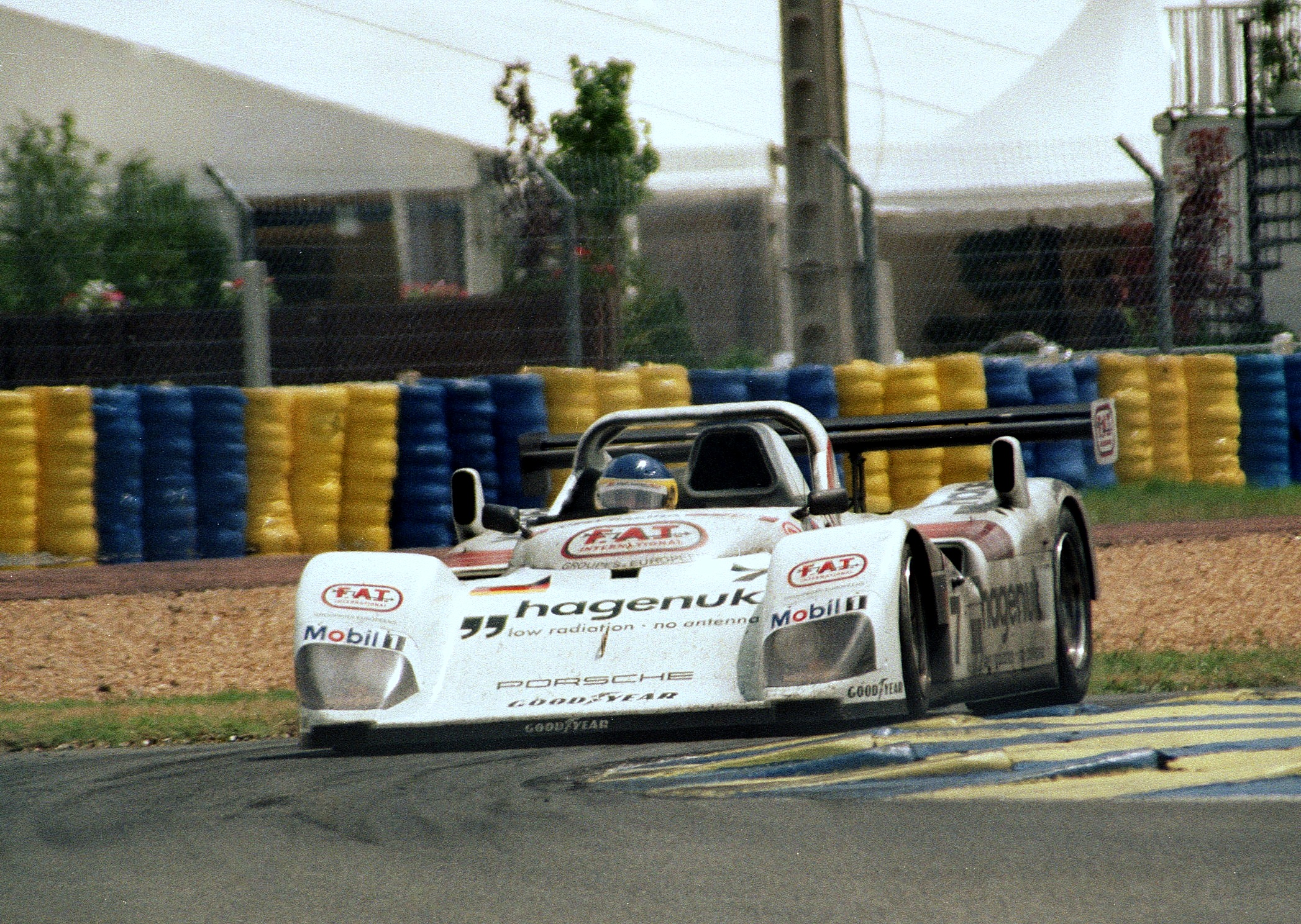
De winnende auto: de TWR Porsche WSC-95 #7.

De 24 uur van Le Mans 1997 was de 65e editie van deze endurancerace. De race werd verreden op 14 en 15 juni 1997 op het Circuit de la Sarthe nabij Le Mans, Frankrijk.
De race werd gewonnen door de Joest Racing GmbH #7 van Michele Alboreto, Stefan Johansson en Tom Kristensen. Zij behaalden allemaal hun eerste Le Mans-zege. De LMGT1-klasse werd gewonnen door de Gulf Team Davidoff McLaren #41 van Jean-Marc Gounon, Pierre-Henri Raphanel en Anders Olofsson. De LMGT2-klasse werd gewonnen door de Elf Haberthur Racing #78 van Michel Neugarten, Guy Martinolle en Jean-Claude Lagniez.
De race werd overschaduwd door een dodelijk ongeluk tijdens een sessie voorafgaand aan een kwalificatie. Op 3 mei testte Sébastien Enjolras met zijn Welter toen een stuk bodywork losraakte, waardoor de auto opsteeg en over de veiligheidsbarrière na de bocht Arnage vloog. De auto keerde in de lucht om en explodeerde uiteindelijk op hoge snelheid, en Enjolras overleed ter plekke. Welter trok na dit ongeluk zijn inschrijvingen terug.

## Race
Winnaars in hun klasse zijn vetgedrukt.
| Pos. | Klasse | No. | Team                           | Coureurs                                                     | Chassis                            | Banden | Ronden |
| Pos. | Klasse | No. | Team                           | Coureurs                                                     | Motor                              | Banden | Ronden |
| ---- | ------ | --- | ------------------------------ | ------------------------------------------------------------ | ---------------------------------- | ------ | ------ |
| 1    | LMP    | 7   | Joest Racing GmbH              | Michele Alboreto Stefan Johansson Tom Kristensen             | TWR Porsche WSC-95                 | G      | 361    |
| 1    | LMP    | 7   | Joest Racing GmbH              | Michele Alboreto Stefan Johansson Tom Kristensen             | Porsche Type-935 3.0L Turbo Flat-6 | G      | 361    |
| 2    | LMGT1  | 41  | Gulf Team Davidoff McLaren     | Jean-Marc Gounon Pierre-Henri Raphanel Anders Olofsson       | McLaren F1 GTR                     | M      | 360    |
| 2    | LMGT1  | 41  | Gulf Team Davidoff McLaren     | Jean-Marc Gounon Pierre-Henri Raphanel Anders Olofsson       | BMW S70 6.0L V12                   | M      | 360    |
| 3    | LMGT1  | 43  | BMW Motorsport                 | Peter Kox Roberto Ravaglia Éric Hélary                       | McLaren F1 GTR                     | M      | 358    |
| 3    | LMGT1  | 43  | BMW Motorsport                 | Peter Kox Roberto Ravaglia Éric Hélary                       | BMW S70 6.0L V12                   | M      | 358    |
| 4    | LMP    | 13  | Courage Compétition            | Didier Cottaz Jérôme Policand Marc Goossens                  | Courage C41                        | M      | 336    |
| 4    | LMP    | 13  | Courage Compétition            | Didier Cottaz Jérôme Policand Marc Goossens                  | Porsche Type-935 3.0L Turbo Flat-6 | M      | 336    |
| 5    | LMGT1  | 33  | Schübel Engineering            | Pedro Lamy Armin Hahne Patrice Goueslard                     | Porsche 911 GT1                    | M      | 331    |
| 5    | LMGT1  | 33  | Schübel Engineering            | Pedro Lamy Armin Hahne Patrice Goueslard                     | Porsche 3.2L Turbo Flat-6          | M      | 331    |
| 6    | LMP    | 3   | Moretti Racing Inc.            | Gianpiero Moretti Didier Theys Max Papis                     | Ferrari 333 SP                     | Y      | 321    |
| 6    | LMP    | 3   | Moretti Racing Inc.            | Gianpiero Moretti Didier Theys Max Papis                     | Ferrari F310E 4.0L V12             | Y      | 321    |
| 7    | LMP    | 8   | La Filière Elf                 | Henri Pescarolo Jean-Philippe Belloc Emmanuel Clérico        | Courage C36                        | M      | 319    |
| 7    | LMP    | 8   | La Filière Elf                 | Henri Pescarolo Jean-Philippe Belloc Emmanuel Clérico        | Porsche Type-935 3.0L Turbo Flat-6 | M      | 319    |
| 8    | LMGT1  | 27  | BMS Scuderia Italia            | Pierluigi Martini Christian Pescatori Antônio Hermann        | Porsche 911 GT1                    | P      | 317    |
| 8    | LMGT1  | 27  | BMS Scuderia Italia            | Pierluigi Martini Christian Pescatori Antônio Hermann        | Porsche 3.2L Turbo Flat-6          | P      | 317    |
| 9    | LMGT2  | 78  | Elf Haberthur Racing           | Michel Neugarten Guy Martinolle Jean-Claude Lagniez          | Porsche 911 GT2                    | D      | 307    |
| 9    | LMGT2  | 78  | Elf Haberthur Racing           | Michel Neugarten Guy Martinolle Jean-Claude Lagniez          | Porsche 3.6L Turbo Flat-6          | D      | 307    |
| 10   | LMGT2  | 74  | Roock Racing                   | André Ahrlé Andy Pilgrim Bruno Eichmann                      | Porsche 911 GT2                    | M      | 306    |
| 10   | LMGT2  | 74  | Roock Racing                   | André Ahrlé Andy Pilgrim Bruno Eichmann                      | Porsche 3.6L Turbo Flat-6          | M      | 306    |
| 11   | LMGT2  | 73  | Roock Racing                   | Manuel Mello-Breyner Tomaz Mello-Breyner Pedro Mello-Breyner | Porsche 911 GT2                    | M      | 295    |
| 11   | LMGT2  | 73  | Roock Racing                   | Manuel Mello-Breyner Tomaz Mello-Breyner Pedro Mello-Breyner | Porsche 3.6L Turbo Flat-6          | M      | 295    |
| 12   | LMGT1  | 23  | Nissan Motorsport              | Kazuyoshi Hoshino Érik Comas Masahiko Kageyama               | Nissan R390 GT1                    | B      | 294    |
| 12   | LMGT1  | 23  | Nissan Motorsport              | Kazuyoshi Hoshino Érik Comas Masahiko Kageyama               | Nissan VRH35L 3.5L Turbo V8        | B      | 294    |
| 13   | LMGT2  | 80  | GT Racing Team AG              | Claudia Hürtgen John Robinson Hugh Price                     | Porsche 911 GT2                    | P      | 280    |
| 13   | LMGT2  | 80  | GT Racing Team AG              | Claudia Hürtgen John Robinson Hugh Price                     | Porsche 3.6L Turbo Flat-6          | P      | 280    |
| 14   | LMGT2  | 63  | Société Viper Team Oreca       | Justin Bell Pierre Yver John Morton                          | Chrysler Viper GTS-R               | M      | 278    |
| 14   | LMGT2  | 63  | Société Viper Team Oreca       | Justin Bell Pierre Yver John Morton                          | Chrysler 8.0L V10                  | M      | 278    |
| 15   | LMGT2  | 64  | Chamberlain Engineering        | Hans Hugenholtz jr. Jari Nurminen Chris Gleason              | Chrysler Viper GTS-R               | G      | 269    |
| 15   | LMGT2  | 64  | Chamberlain Engineering        | Hans Hugenholtz jr. Jari Nurminen Chris Gleason              | Chrysler 8.0L V10                  | G      | 269    |
| 16   | LMP    | 10  | Courage Compétition            | Fredrik Ekblom Jean-Louis Ricci Jean-Paul Libert             | Courage C36                        | M      | 265    |
| 16   | LMP    | 10  | Courage Compétition            | Fredrik Ekblom Jean-Louis Ricci Jean-Paul Libert             | Porsche Type-935 3.0L Turbo Flat-6 | M      | 265    |
| 17   | LMP    | 15  | Team TDR                       | Yojiro Terada Jim Downing Franck Fréon                       | Kudzu DLM-4                        | G      | 263    |
| 17   | LMP    | 15  | Team TDR                       | Yojiro Terada Jim Downing Franck Fréon                       | Mazda R26B 2.6L 4-Rotor            | G      | 263    |
| DNF  | LMGT1  | 26  | Porsche AG                     | Emmanuel Collard Ralf Kelleners Yannick Dalmas               | Porsche 911 GT1 Evo                | G      | 327    |
| DNF  | LMGT1  | 26  | Porsche AG                     | Emmanuel Collard Ralf Kelleners Yannick Dalmas               | Porsche 3.2L Turbo Flat-6          | G      | 327    |
| DNF  | LMGT1  | 39  | Gulf Team Davidoff McLaren     | Ray Bellm Andrew Gilbert-Scott Masanori Sekiya               | McLaren F1 GTR                     | M      | 326    |
| DNF  | LMGT1  | 39  | Gulf Team Davidoff McLaren     | Ray Bellm Andrew Gilbert-Scott Masanori Sekiya               | BMW S70 6.0L V12                   | M      | 326    |
| DNF  | LMGT2  | 61  | Société Viper Team Oreca       | Philippe Gache Olivier Beretta Dominique Dupuy               | Chrysler Viper GTS-R               | M      | 263    |
| DNF  | LMGT2  | 61  | Société Viper Team Oreca       | Philippe Gache Olivier Beretta Dominique Dupuy               | Chrysler 8.0L V10                  | M      | 263    |
| DNF  | LMGT1  | 25  | Porsche AG                     | Hans-Joachim Stuck Thierry Boutsen Bob Wollek                | Porsche 911 GT1 Evo                | G      | 238    |
| DNF  | LMGT1  | 25  | Porsche AG                     | Hans-Joachim Stuck Thierry Boutsen Bob Wollek                | Porsche 3.2L Turbo Flat-6          | G      | 238    |
| DNF  | LMGT1  | 42  | BMW Motorsport                 | JJ Lehto Steve Soper Nelson Piquet                           | McLaren F1 GTR                     | M      | 236    |
| DNF  | LMGT1  | 42  | BMW Motorsport                 | JJ Lehto Steve Soper Nelson Piquet                           | BMW S70 6.0L V12                   | M      | 236    |
| DNF  | LMGT1  | 29  | Société JB Jabouille Bouresche | Jürgen von Gartzen Olivier Thévenin Alain Ferté              | Porsche 911 GT1                    | M      | 236    |
| DNF  | LMGT1  | 29  | Société JB Jabouille Bouresche | Jürgen von Gartzen Olivier Thévenin Alain Ferté              | Porsche 3.2L Turbo Flat-6          | M      | 236    |
| DNF  | LMGT1  | 54  | David Price Racing             | Andy Wallace James Weaver Butch Leitzinger                   | Panoz GTR-1                        | G      | 236    |
| DNF  | LMGT1  | 54  | David Price Racing             | Andy Wallace James Weaver Butch Leitzinger                   | Ford-Roush 6.0L V8                 | G      | 236    |
| DNF  | LMGT1  | 30  | Kremer Racing                  | Christophe Bouchut Andy Evans Bertrand Gachot                | Porsche 911 GT1                    | G      | 207    |
| DNF  | LMGT1  | 30  | Kremer Racing                  | Christophe Bouchut Andy Evans Bertrand Gachot                | Porsche 3.2L Turbo Flat-6          | G      | 207    |
| DNF  | LMGT2  | 75  | Société Larbre Compétition     | Patrick Bourdais Peter Kitchak André Lara-Rezende            | Porsche 911 GT2                    | M      | 205    |
| DNF  | LMGT2  | 75  | Société Larbre Compétition     | Patrick Bourdais Peter Kitchak André Lara-Rezende            | Porsche 3.6L Turbo Flat-6          | M      | 205    |
| DNF  | LMP    | 9   | Courage Compétition            | Mario Andretti Michael Andretti Olivier Grouillard           | Courage C36                        | M      | 197    |
| DNF  | LMP    | 9   | Courage Compétition            | Mario Andretti Michael Andretti Olivier Grouillard           | Porsche Type-935 3.0L Turbo Flat-6 | M      | 197    |
| DNF  | LMGT1  | 52  | Société DAMS                   | Franck Lagorce Éric Bernard Jean-Christophe Boullion         | Panoz GTR-1                        | M      | 149    |
| DNF  | LMGT1  | 52  | Société DAMS                   | Franck Lagorce Éric Bernard Jean-Christophe Boullion         | Ford-Roush 6.0L V8                 | M      | 149    |
| DNF  | LMGT1  | 55  | David Price Racing             | David Brabham Perry McCarthy Doc Bundy                       | Panoz GTR-1                        | G      | 145    |
| DNF  | LMGT1  | 55  | David Price Racing             | David Brabham Perry McCarthy Doc Bundy                       | Ford-Roush 6.0L V8                 | G      | 145    |
| DNF  | LMGT1  | 21  | Nissan Motorsport              | Martin Brundle Jörg Müller Wayne Taylor                      | Nissan R390 GT1                    | B      | 139    |
| DNF  | LMGT1  | 21  | Nissan Motorsport              | Martin Brundle Jörg Müller Wayne Taylor                      | Nissan VRH35L 3.5L Turbo V8        | B      | 139    |
| DNF  | LMGT1  | 28  | Konrad Motorsport              | Franz Konrad Mauro Baldi Robert Nearn                        | Porsche 911 GT1                    | P      | 138    |
| DNF  | LMGT1  | 28  | Konrad Motorsport              | Franz Konrad Mauro Baldi Robert Nearn                        | Porsche 3.2L Turbo Flat-6          | P      | 138    |
| DNF  | LMGT2  | 67  | Saleen/Allen Speedlab          | Steve Saleen Price Cobb Carlos Palau                         | Saleen Mustang SR                  | D      | 133    |
| DNF  | LMGT2  | 67  | Saleen/Allen Speedlab          | Steve Saleen Price Cobb Carlos Palau                         | Ford 5.9L V8                       | D      | 133    |
| DNF  | LMGT2  | 79  | Konrad Motorsport              | Toni Seiler Larry Schumacher Michel Ligonnet                 | Porsche 911 GT2                    | P      | 126    |
| DNF  | LMGT2  | 79  | Konrad Motorsport              | Toni Seiler Larry Schumacher Michel Ligonnet                 | Porsche 3.2L Turbo Flat-6          | P      | 126    |
| DNF  | LMGT1  | 22  | Nissan Motorsport              | Riccardo Patrese Eric van de Poele Aguri Suzuki              | Nissan R390 GT1                    | B      | 121    |
| DNF  | LMGT1  | 22  | Nissan Motorsport              | Riccardo Patrese Eric van de Poele Aguri Suzuki              | Nissan VRH35L 3.5L Turbo V8        | B      | 121    |
| DNF  | LMGT1  | 49  | GT1 Lotus Racing               | Jan Lammers Mike Hezemans Alexander Grau                     | Lotus GT1                          | M      | 121    |
| DNF  | LMGT1  | 49  | GT1 Lotus Racing               | Jan Lammers Mike Hezemans Alexander Grau                     | Chevrolet LT5 6.0L V8              | M      | 121    |
| DNF  | LMP    | 5   | Kremer Racing                  | Tomás Saldaña Carl Rosenblad Jürgen Lässig                   | Kremer K8 Spyder                   | G      | 103    |
| DNF  | LMP    | 5   | Kremer Racing                  | Tomás Saldaña Carl Rosenblad Jürgen Lässig                   | Porsche Type-935 3.0L Turbo Flat-6 | G      | 103    |
| DNF  | LMGT2  | 84  | Stadler Motorsport             | Enzo Calderari Lilian Bryner Angelo Zadra                    | Porsche 911 GT2                    | P      | 98     |
| DNF  | LMGT2  | 84  | Stadler Motorsport             | Enzo Calderari Lilian Bryner Angelo Zadra                    | Porsche 3.6L Turbo Flat-6          | P      | 98     |
| DNF  | LMGT1  | 44  | Team Lark McLaren              | Akihiko Nakaya Keiichi Tsuchiya Gary Ayles                   | McLaren F1 GTR                     | M      | 88     |
| DNF  | LMGT1  | 44  | Team Lark McLaren              | Akihiko Nakaya Keiichi Tsuchiya Gary Ayles                   | BMW S70 6.0L V12                   | M      | 88     |
| DNF  | LMGT2  | 77  | Société Chereau                | Jean-Luc Chéreau Jack Leconte Jean-Pierre Jarier             | Porsche 911 GT2                    | M      | 77     |
| DNF  | LMGT2  | 77  | Société Chereau                | Jean-Luc Chéreau Jack Leconte Jean-Pierre Jarier             | Porsche 3.6L Turbo Flat-6          | M      | 77     |
| DNF  | LMGT1  | 46  | Newcastle United Lister Storm  | Julian Bailey Thomas Erdos Mark Skaife                       | Lister Storm GTL                   | D      | 77     |
| DNF  | LMGT1  | 46  | Newcastle United Lister Storm  | Julian Bailey Thomas Erdos Mark Skaife                       | Jaguar 7.0L V12                    | D      | 77     |
| DNF  | LMGT2  | 62  | Société Viper Team Oreca       | Tommy Archer Soheil Ayari Marc Duez                          | Chrysler Viper GTS-R               | M      | 76     |
| DNF  | LMGT2  | 62  | Société Viper Team Oreca       | Tommy Archer Soheil Ayari Marc Duez                          | Chrysler 8.0L V10                  | M      | 76     |
| DNF  | LMGT2  | 60  | Agusta Racing Team             | Almo Coppelli Rocky Agusta Éric Graham                       | Callaway Corvette LM-GT2           | D      | 45     |
| DNF  | LMGT2  | 60  | Agusta Racing Team             | Almo Coppelli Rocky Agusta Éric Graham                       | Chevrolet LT1 6.2L V8              | D      | 45     |
| DNF  | LMGT2  | 66  | Saleen/Allen Speedlab          | David Warnock Rob Schirle Allen Lloyd                        | Saleen Mustang SR                  | D      | 28     |
| DNF  | LMGT2  | 66  | Saleen/Allen Speedlab          | David Warnock Rob Schirle Allen Lloyd                        | Ford 5.9L V8                       | D      | 28     |
| DNF  | LMGT1  | 45  | Newcastle United Lister Storm  | Geoff Lees Tiff Needell George Fouché                        | Lister Storm GTL                   | D      | 21     |
| DNF  | LMGT1  | 45  | Newcastle United Lister Storm  | Geoff Lees Tiff Needell George Fouché                        | Jaguar 7.0L V12                    | D      | 21     |
| DNF  | LMP    | 4   | Pilot Racing                   | Michel Ferté Adrián Campos Charlie Nearburg                  | Ferrari 333 SP                     | D      | 18     |
| DNF  | LMP    | 4   | Pilot Racing                   | Michel Ferté Adrián Campos Charlie Nearburg                  | Ferrari F310E 4.0L V12             | D      | 18     |
| DNF  | LMGT2  | 70  | Team Marcos                    | Cor Euser Takaji Suzuki Harald Becker                        | Marcos Mantara LM600               | D      | 15     |
| DNF  | LMGT2  | 70  | Team Marcos                    | Cor Euser Takaji Suzuki Harald Becker                        | Chevrolet 5.9L V8                  | D      | 15     |
| DNF  | LMGT1  | 32  | Roock Racing Motorsport        | Stéphane Ortelli Allan McNish Karl Wendlinger                | Porsche 911 GT1                    | M      | 8      |
| DNF  | LMGT1  | 32  | Roock Racing Motorsport        | Stéphane Ortelli Allan McNish Karl Wendlinger                | Porsche 3.2L Turbo Flat-6          | M      | 8      |
| DNF  | LMP    | 14  | Pacific Racing                 | Harri Toivonen Eliseo Salazar Jesús Pareja                   | BRM P301                           | P      | 6      |
| DNF  | LMP    | 14  | Pacific Racing                 | Harri Toivonen Eliseo Salazar Jesús Pareja                   | Nissan 3.0L Turbo V6               | P      | 6      |
| DNS  | LMGT1  | 40  | Gulf Team Davidoff McLaren     | John Nielsen Thomas Bscher Chris Goodwin                     | McLaren F1 GTR                     | M      | 0      |
| DNS  | LMGT1  | 40  | Gulf Team Davidoff McLaren     | John Nielsen Thomas Bscher Chris Goodwin                     | BMW S70 6.0L V12                   | M      | 0      |

1923 · 1924 · 1925 · 1926 · 1927 · 1928 · 1929 · 1930 · 1931 · 1932 · 1933 · 1934 · 1935 · 1936 · 1937 · 1938 · 1939 · 1940 - 1948 · 1949 · 1950 · 1951 · 1952 · 1953 · 1954 · 1955 (Ramp) · 1956 · 1957 · 1958 · 1959 · 1960 · 1961 · 1962 · 1963 · 1964 · 1965 · 1966 · 1967 · 1968 · 1969 · 1970 · 1971 · 1972 · 1973 · 1974 · 1975 · 1976 · 1977 · 1978 · 1979 · 1980 · 1981 · 1982 · 1983 · 1984 · 1985 · 1986 · 1987 · 1988 · 1989 · 1990 · 1991 · 1992 · 1993 · 1994 · 1995 · 1996 · 1997 · 1998 · 1999 · 2000 · 2001 · 2002 · 2003 · 2004 · 2005 · 2006 · 2007 · 2008 · 2009 · 2010 · 2011 · 2012 · 2013 · 2014 · 2015 · 2016 · 2017 · 2018 · 2019 · 2020 · 2021 · 2022 · 2023 · 2024